# XIV koncert fortepianowy (KV 449)
XIV Koncert fortepianowy Es-dur (KV 449) 

14 Koncert na fortepian z towarzyszeniem orkiestry, jaki stworzył Wolfgang Amadeus Mozart. Skomponowany w 1784 roku w Wiedniu.
Jego części:
1. Allegro vivace (około 9 minut)
2. Andantino (około 6 minut)
3. Allegro ma non troppo (około 6 minut)